# Arthur Wynne (enigmista)
Arthur Wynne (Liverpool, 22 giugno 1871 – Clearwater, 14 gennaio 1945) è stato un enigmista britannico.

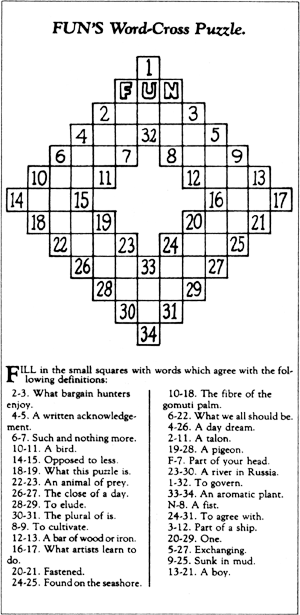
Primo schema di parole crociate, stilato da Wynne nel 1913

Sebbene le prime “Parole incrociate” di Giuseppe Airoldi (1861 – 1913), apparvero in Italia nel 1890 (precisamente il 14 settembre sul numero 50 de “Il Secolo Illustrato della Domenica”, una rivista edita da Edoardo Sonzogno) secondo alcuni a lui si deve l'invenzione del gioco delle parole crociate. Nel dicembre del 1913 infatti, quando lavorava a New York per il New York World introdusse una rubrica di enigmistica chiamata Fun, nell'edizione domenicale del giornale, in cui erano presenti i suoi puzzle, a forma di diamante con uno spazio vuoto al centro e con le lettere "F-U-N" che componevano la prima parola orizzontale. Il gioco venne chiamato Word-Cross Puzzle, appunto "parole crociate".